# Korpijärvensaari
Korpijärvensaari är en ö i Finland. Den ligger i sjön Korpijärvi och i kommunen Suomussalmi i den ekonomiska regionen  Kehys-Kainuu  och landskapet Kajanaland, i den östra delen av landet, 600 km nordost om huvudstaden Helsingfors. Öns area är 1 hektar och dess största längd är 200 meter i öst-västlig riktning.